# Distretto di Chal
Il distretto di Chal è un distretto dell'Afghanistan appartenente alla provincia del Takhar.